# Linnaemya petiolata
Linnaemya petiolata är en tvåvingeart som beskrevs av Kugler 1971. Linnaemya petiolata ingår i släktet Linnaemya och familjen parasitflugor. Inga underarter finns listade i Catalogue of Life.